# ژورا هایراپتیان (عکاس)
ژورا گریشایی هایراپتیان (ارمنی: Ժորա Գրիշայի Հայրապետյան؛ زادهٔ ۲۸ دسامبر ۱۹۴۶) عکاس اهل ارمنستان است.

## زندگی‌نامه
وی در ۲۸ دسامبر ۱۹۴۶ در آرماویر، ارمنستان به دنیا آمد و از آکادمی دولتی هنرهای زیبای ارمنستان فارغ‌التحصیل گشت. وی اتحادیه نقاشان ارمنستان بود. وی برنده جوایزی همچون مدال موسس خورناتسی است.